# Rhédey-kastély (Erdőszentgyörgy)
A Rhédey család erdőszentgyörgyi kastélya a város központjában, a református templommal szemben helyezkedik el. A 18. században épült egy korábbi kastély helyén, mai formáját a 19. század elején nyerte el. A 20. században a helyi iskola működött benne, jelenleg turisztikai látványosság.

## Története
Erdőszentgyörgyöt először 1333-ban említették Sancto Georgio néven a korabeli dokumentumokban. A 16. század közepén legfontosabb birtokosai a göncruszkai Kornisok voltak. Rhédei (IV.) János (+1658) főkirálybíró, fejedelmi tanácsos 1627-től lett az erdőszentgyörgyi uradalom tulajdonosa. 1629. január 16-án Fogarason kelt adománylevelével Bethlen Gábor az erdőszentgyörgyi uradalmat Rhédei Jánosnak és feleségének Kornis Margitnak adományozta. Az adománylevelet 1648-ban II. Rákóczi György is megújította.
A hagyomány szerint a Rhédey-kastély helyén egykor sarokbástyákkal megerősített apátság, templom és kolostor állt. 1569-ben a Kornis család kastélyt épített a romokra. A mai Rhédey-kastély első változata az egykori Kornis-kastély anyagának felhasználásával, marosvásárhelyi mesterek által épült fel a 18. század második felében. Az épület Rhédey (V.) Zsigmond (1727–1758) és felesége, hadadi br. Wesselényi Katalin megrendelésére készült, akiknek emlékét több címeres emlék őrzi a református templomban.
A kastély Rhédey (V.) Zsigmond elhunyta után fiára, (IX.) Ferencre (1756–1772) szállt, akinek fiatalkori halálát követően, (V.) László ágán öröklődött tovább. A birtokot és a kastélyt előbb Rhédey (IV.) Mihály (1720–1791), majd annak fia, (IX.) László kapta meg. Az épületen gr. Rhédey (IX.) László (1775–1835) és felesége, br. Inczédy Ágnes (1788–1856) megbízásából 1807–1809 folyamán újabb átalakítási, felújítási munkálatokat végeztek.
A Rhédey-kastély az első világháború után a Schuller kereskedőcsalád birtokába került, majd 1935-től állami hivatalok működtek benne. 1948–1960 között közigazgatásra használták, 1961-2009 között a helyi általános iskolának adott otthont. 2009-ben a Kulturális és Örökségvédelmi Minisztérium támogatásával az épületen felújításokat végeztek, kicserélték az ajtókat, ablakokat, a tetőzetet feljavították, az épület pilléreit megerősítették, az egykori termeket eredeti állapotukba állították vissza. Az iskolát nem költöztették vissza a restaurált épületbe. A kastélyt turisztikai és kulturális célokra használják. 2015-től újra nyitva áll a látogatók előtt, számos kiállítással. 2019 szeptember 20.-án megnyitották a Mysteria Residentiae Rhédey nevű kiállítást, amely az emeleti 5 szobában állít emléket a Rhédey családnak.  A kiállítás modern technológiával, látványelemekkel, korabeli bútorokkal mutatja be a család történetét, különös hangsúlyt fektetve Claudia és Alexander szerelmi történetére.  

## Leírása
Késő barokk stílusban épült, amely emeletes kiképzésével, zárt tömegével inkább városi palotára emlékeztet, mint vidéki kastélyra. A 19. század elején újjáépített kastély mindkét szintje központosan elhelyezett hallt zár körül. A földszinti termek boltozatosak, az emeletiek síkmennyezetűek, díszesen festettek. Az emeleti nagy szalon belmagassága nagyobb, mint a többi termeké, magasságát az államosítás után egy fagerendás mennyezettel csökkentették.
Az eredeti, díszesen festett mennyezetet érintetlenül hagyták. A keleti és nyugati homlokzatok meghatározó elemei az erkélyek, a bejárat feletti erkélyt kőkonzolok, a nyugati oldalon pedig három toszkán oszlop tart.

### A kastély kertje
A kastély körül egykor csodálatos franciakert terült el, gondozott gyepszőnyeggel, sétányokkal, átlósan rendezett, négyszögűre nyírt bokorcsoporttal. Közepén szökőkút állt, de nem hiányoztak a franciakertekre jellemző építmények: ott állt a virágház és a sötét fenyőerdőből kifehérlő gloriette.
A főúri parkot egy múlt századi metszet örökítette meg, melynek alapján felidézhető az egykori franciakert. Mára a nagy kiterjedésű parkot részben beépítették, részben földművelésre használják, csupán egy kis kert maradt a kastély előtt.
2018-ban két európai uniós pályázatot nyert meg az önkormányzat, amellyel a kastély körüli teret és parkot állították helyre, 2024 júniusától teljes egészében látogatható.